# Han Jiangxue
Han Snow Jiangxue (chinesisch 韩江雪, Pinyin Hán Jiāngxuě; * 28. November 2001 in Wuhan) ist eine chinesische Tennisspielerin.

## Karriere
Han spielt überwiegend Turniere auf der ITF Women’s World Tennis Tour, bei der sie bislang drei Titel im Einzel und zwei im Doppel gewonnen hat.

### College Tennis
Von Herbst 2020 bis 2024 spielte Han für das Damentennisteam der USC Trojans der University of Southern California.

## Turniersiege

### Einzel
| Nr. | Datum         | Turnier   | Kategorie | Belag     | Finalgegnerin             | Ergebnis      |
| --- | ------------- | --------- | --------- | --------- | ------------------------- | ------------- |
| 1.  | 12. Juni 2022 | San Diego | ITF W15   | Hartplatz | Yang Ya-yi                | 6:2, 4:6, 6:4 |
| 2.  | 17. Juli 2022 | Lakewood  | ITF W15   | Hartplatz | Dabin Kim                 | 7:5, 7:5      |
| 3.  | 4. Mai 2025   | Monastir  | ITF W15   | Hartplatz | María Aran Teixidó García | 6:4, 6:2      |

### Doppel
| Nr. | Datum             | Turnier | Kategorie | Belag     | Partnerin   | Finalgegnerinnen                 | Ergebnis          |
| --- | ----------------- | ------- | --------- | --------- | ----------- | -------------------------------- | ----------------- |
| 1.  | 8. Februar 2020   | Antalya | ITF W15   | Sand      | Ayaka Okuno | Natalia Siedliska Julyette Steur | 4:6, 6:3, [14:12] |
| 2.  | 18. November 2023 | Austin  | ITF W25   | Hartplatz | Huang Yujia | Marija Kosyrewa Ashley Lahey     | 7:5, 2:6, [10:8]  |

## Persönliches
Jiangxue „Snow“ Han ist die Tochter von Xing Han and Jingsong Huang. Sie hat einen Bruder Ruisen Huang.